# Rubén López (trompetista)
Rubén M. López (Uruguay, 30 de diciembre de 1965 - Buenos Aires, 1 de marzo de 2023) fue un trompetista argentino de origen uruguayo, miembro de la banda cristiana de rock Rescate.

## Trayectoria
Estudió música en su país natal y también en Argentina. Ha realizado estudios particulares de perfeccionamiento en Buenos Aires (Argentina), y en la Escuela Universitaria de Música de la Universidad Nacional de Rosario. Integró una orquesta de jazz y otras agrupaciones populares de la ciudad de Rosario.
Grabó cinco discos con la banda de rock cristiano Rescate (de San Nicolás) y cuatro con otros artistas. 
Dictó clases de manera particular.
Fue padre de Agustín López.

## Muerte
Falleció el 1 de marzo de 2023.
- Datos: Q6113282